# La Joya, Campeche
La Joya är en ort i Mexiko.   Den ligger i kommunen Champotón och delstaten Campeche, i den östra delen av landet, 900 km öster om huvudstaden Mexico City. La Joya ligger 4 meter över havet och antalet invånare är 1 007.
Terrängen runt La Joya är platt. Havet är nära La Joya åt nordväst. Runt La Joya är det glesbefolkat, med 11 invånare per kvadratkilometer. Närmaste större samhälle är Champotón, 16,0 km söder om La Joya. I omgivningarna runt La Joya växer i huvudsak lövfällande lövskog.